# Neosilba perezi
Neosilba perezi is een vliegensoort uit de familie van de Lonchaeidae. De wetenschappelijke naam van de soort is voor het eerst geldig gepubliceerd in 1973 door Romero and Ruppel.